# Louis Antoine Fauvelet de Bourrienne
Louis Antoine Fauvelet de Bourrienne (Sens, 19 juillet 1769 - Caen, 7 février 1834), est un diplomate et homme politique français.

## Biographie
Sa famille appartient au patriciat de la ville de Sens (Yonne) depuis le XVe siècle. Elle entre notamment en possession du petit fief de Bourienne, situé à Marsangy, village en amont de la cité. Ce fief sera attribué à une branche du lignage.
Il est admis à l'École militaire de Brienne en Champagne avec Napoléon Bonaparte et s'y lie avec lui d'une étroite amitié (1785). Lorsque celui-ci est nommé général en chef de l'Armée d'Italie, Bourrienne est appelé près de lui et devient son secrétaire intime et conseiller d’État (1801). Il perd sa place en 1801 pour s'être intéressé à une affaire commerciale frauduleuse. Cependant au printemps 1805, Napoléon l'envoie comme chargé d'affaires à Hambourg, avec mission de veiller à la scrupuleuse application du blocus continental. Bourrienne, qui prétendra a posteriori dans ses Mémoires avoir éprouvé un dégoût profond pour ces mesures tyranniques, s'arrangea secrètement avec certains industriels saxons. Au début du printemps 1807, sommé par Napoléon d'acheter dans des délais très brefs une grande quantité de manteaux pour les troupes françaises stationnées en Prusse Orientale, il n'aurait vu comme seul moyen un approvisionnement auprès de fournisseurs britanniques. Cette fraude vaudra son rappel en 1813, l'empereur accusant Bourrienne d'avoir spéculé sur l'introduction de marchandises anglaises interdites. 
En 1814, il se rallie aux Bourbons, devient directeur des postes et est nommé le 12 mars 1815 préfet de police. Il suit ensuite Louis XVIII à Gand, et, à la Seconde Restauration, devient député de l'Yonne. 
La révolution de juillet 1830 et la perte de sa fortune, qui en fut la suite, égarèrent sa raison.

## Œuvres
- Louis-Antoine Fauvelet de Bourrienne, Mémoires de M. de Bourrienne sur Napoléon, le Directoire, le Consulat, l'Empire et la Restauration, Paris, Ladvocat, 1829-1831 (réimpr. Garnier & Fr., 1899), 10 volumes in-octavo (lire en ligne)

Ces Mémoires de Bourrienne sont signalés par le  Dictionnaire Bouillet comme intéressants, mais ne sont pas exempts pour lui de partialité. L'ouvrage, pour lequel il avait compilé des notes, aurait été rédigé, selon Jean Tulard « maître des études napoléoniennes »,, et bien d'autres spécialistes, par M. de Villemarest. Léon d'Aure a publié dès 1830 une analyse critique de ce document : Bourrienne et ses erreurs volontaires ou involontaires (2 volumes, in-12°).

## Hommage
La ville de Sens lui doit pour une large part, le rétablissement d'un établissement d'enseignement secondaire : le lycée de Sens. Il succède au collège fondé au début du XVIe siècle. Sa gratitude s'exprime par l'apposition d'une plaque sur l'hôtel familial en centre-ville.

## Armoiries
D'azur à trois levrettes d'argent.

## Distinctions
- Chevalier de la Légion d'honneur[8] (17 août 1814) ;
- Chevalier de l'Ordre royal de l'Étoile polaire de Suède[7]